# Esca
|  | No s'ha de confondre amb esc o escar. |

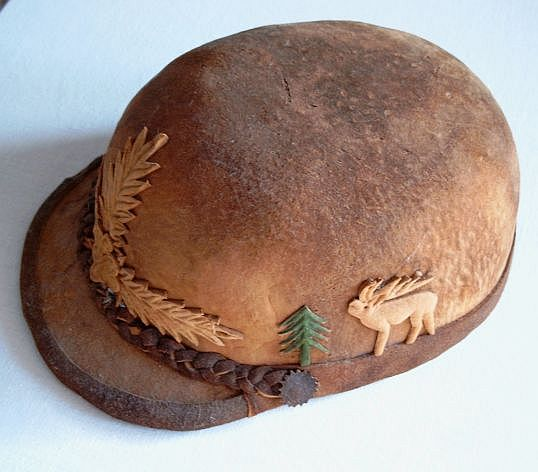
Gorra romanesa feta d'esca

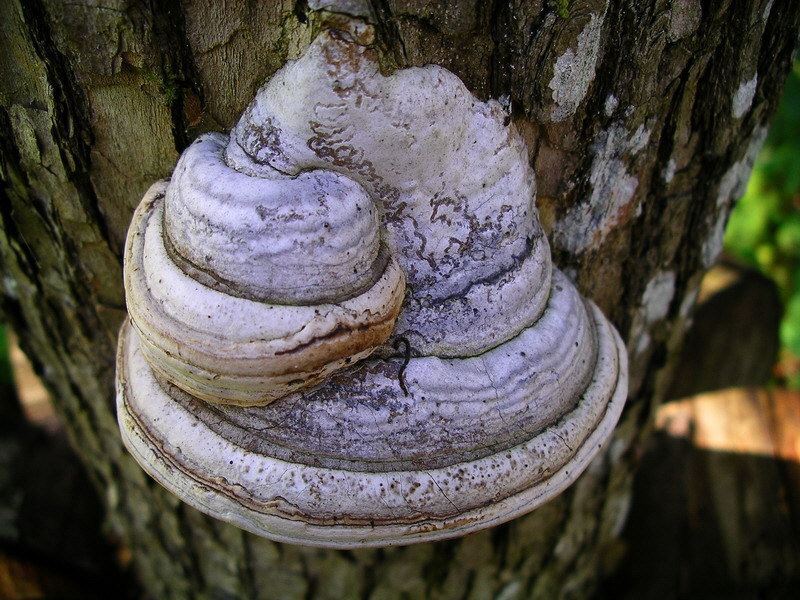
Bolet d'esca, (Fomes fomentarius)

L'esca és una substància inflamable i esponjosa, preparada a partir certs fongs que creixen als troncs d'arbres morts o malalts. L'espècie més utilitzada és el bolet d'esca Fomes fomentarius o el Phellinus igniarius. Per fer-la s'utilitza la part del bolet sota la pell exterior i damunt els poros. S'utilitza tradicionalment per fer foc en un foguer portàtil. En anglès s'utilitza de vegades la paraula amadou, d'origen occità, amb el mateix sentit.

## Preparació i usos
L'esca es produeix a partir de la carn del fong. El cos del fong es submergeix en aigua abans de ser tallat en tires, que després són picades i estirades per separar les fibres. El material obtingut és denominat esca vermell. L'agregat de pólvora o nitre produeix una esca àdhuc més potent. Se l'ha de preparar picant-la fins a aplanar-la. Després se la fa bullir o remulla en una solució de nitrat de potassi. Un dels mètodes de preparació consisteix en posar-ne a remullar un tros dins de sosa durant una setmana i batre'l suaument de tant en tant. Després s'ha d'assecar; un cop eixut encara és dur i s'ha de colpir amb un objecte contundent per tal d'estovar-la i aplanar-la.
L'esca té una gran capacitat d'absorció d'aigua. S'utilitza en la pesca amb mosca per assecar les mosques que s'han mullat. Un altre ús és la fabricació d'un teixit quer s'assembla al feltre que s'utilitza en la confecció de barrets, capells, guants i altres accessoris vestimentaris. Especialment a Bohèmia se'n fan elements de vestimentari i fins i tot marcs de quadres i altres ornaments.
L'esca era un recurs de valor per als pobles antics, els permetia de produir foc en encendre'l amb les espurnes obtingudes colpejant sílex contra pirita. Una prova notable d'aquest fet fou fornida per la descoberta el 2018 de les restes de fa 7.300 anys al jaciment ibèric de La Draga a Banyoles. També «Ötzi», fa uns cinc mil anys, portava trossos d'esca en la seva excursió alpina abans de morir i ser soterrat pel gel que el va conservar. Estudis químics van permetre establir que els transportava per usar-los com esca. Se sap que el fong era utilitzat per encendre foc a Hedeby, a part hi ha proves que ja era utilitzat el 3000 aC.
L'esca era utilitzat antigament pels dentistes, que l'empraven per assecar les dents i en medicina casolana l'empraven com a hemostàtic. A principi del segle xxi havia completament desaparegut de la farmacopea.